# خرامش (حرض)

تعديل مصدري - تعديل

خرامش هي إحدى قرى عزلة الفج بمديرية حرض التابعة لمحافظة حجة، بلغ تعداد سكانها 126 نسمة حسب تعداد اليمن لعام 2004.